# Saranče pestrá
Saranče pestrá (Arcyptera fusca) je druh saranče patřící do čeledi Acrididae.

## Popis
Samec může dosáhnout délky těla 22–35 milimetrů, zatímco samice dosahují délky 29–44 milimetrů.  Tyto středně velké saranče se vyznačují výrazným pohlavním dimorfismem. Samci mají vyvinutá funkční křídla (často 20–27,3 milimetrů) pokrývající zadeček, zatímco samice mají rudimentární křídla (12,3–20,1 milimetrů), kratší než zadeček a nezpůsobilá k letu. Základní barva je okrová nebo žlutozelená s tmavými znaky. Zadní části končetin mají charakteristickou jasně červenou barvu, která sahá až k vnitřní straně nohou. Kolena jsou černá, obklopená bílým pruhem.

## Výskyt a chování
Saranče pestrá se vyskytuje na alpských suchých loukách, mýtinách, vřesovištích, horských pastvinách a travních porostech, v nadmořské výšce až 1 000 metrů. Druh pochází ze stepí Střední Asie, ale v dnešní době se vyskytuje ve většině Evropy, ve východní Palearktické oblasti a na Blízkém východě (Pyreneje, Alpy, Karpaty, Kavkaz a Sibiř).

Dospělí jedinci se živí převážně rostlinami z čeledi lipnicovitých. Samci používají řadu různých zvuků k signalizaci své přítomnosti na teritoriu, k zahájení sporu se soupeřem stejného pohlaví nebo k dvoření se samicemi. Vajíčka kladou samice v ootékách v krátkých tunelech vyhrabaných v zemi.

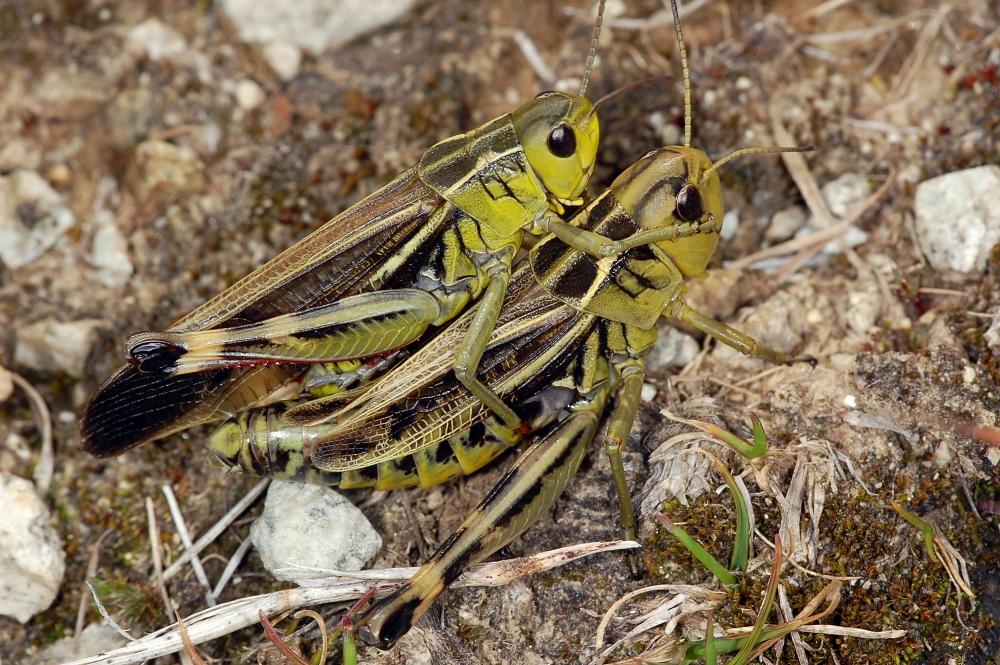
Pářící se pár